# Sergio Guerrero
Sergio Guerrero (Bogotá, Cundinamarca, Colombia; 3 de noviembre de 1994) es un futbolista colombiano. Juega de Defensa.

## Clubes
| Club             | País     | Año       | Partidos | Goles |
| ---------------- | -------- | --------- | -------- | ----- |
| Millonarios      | Colombia | 2011-2013 | 6        | 0     |
| Cúcuta Deportivo | Colombia | 2016      | 10       | 0     |

## Palmarés

### Torneos nacionales
| Título              | Club        | País     | Año  |
| ------------------- | ----------- | -------- | ---- |
| Copa Colombia       | Millonarios | Colombia | 2011 |
| Torneo Finalización | Millonarios | Colombia | 2012 |